# 神奈川県立藤沢高等学校
神奈川県立藤沢高等学校（かながわけんりつふじさわこうとうがっこう）は、かつて神奈川県藤沢市本町にあった全日制普通科の高等学校。

## 概観
湘南地域では歴史の長い高校の一つ。
1948年（昭和23年）に新制高等学校となった際に制度上は共学になっていたものの、長きにわたり事実上の女子校であった。
男子生徒3人が入学して2005年（平成17年）に共学化された。これにより神奈川県内の公立女子高は消滅した。

## 沿革
（沿革節の主要な出典は公式サイト）
- 1925年（大正14年）
  - 2月6日 - 藤沢町立実科高等女学校として設立認可。
  - 4月 - 開校。
- 1928年（昭和3年） - 藤沢高等女学校と改称。
- 1941年（昭和16年）1月17日 - 藤沢市立高等女学校と改称。
- 1948年（昭和23年）3月30日 - 新制高等学校普通科設置認可（5月4日を開校日とする）。
- 1951年（昭和26年） - 県に移管し[3]、神奈川県立藤沢高等学校と改称。
- 2005年（平成17年） - 男子生徒3人が入学して共学化[2]。
- 2010年（平成22年） - 神奈川県立大清水高等学校と再編統合し、神奈川県立藤沢清流高等学校（国際・環境・社会・表現・情報・健康・福祉等の分野の系を置く単位制普通科高校）となり[2]、同年3月末に閉校[3]。

## 交通
- 小田急江ノ島線藤沢本町駅[3] 徒歩5分
- JR東海道線・江ノ島電鉄線藤沢駅 徒歩15分

## 著名な出身者
- 土屋かおり（元バレーボール選手、小田急ジュノー所属→ビーチバレー転向）
- 松角晴夏（治夏）（バスケットボール選手、山梨クィーンビーズ所属）[4][5][6]